# Chrysobothris helferi
Chrysobothris helferi es una especie de escarabajo del género Chrysobothris, familia Buprestidae. Fue descrita científicamente por Fisher en 1942.